# Piròfit
Un piròfit és una planta que és afavorida pels incendis.
L'estratègia dels piròfits consisteix a aprofitar la destrucció de la resta de vegetals per brotar o germinar sense competència per la llum, per l'aigua i pels nutrients - tant els que ja eren presents en el sòl com els que eren retinguts a la biomassa de la vegetació i s'han alliberat en forma de cendres.
Per això han de tenir parts resistents al foc, capaces de desenvolupar-se de nou després de l'incendi: bé gemmes protegides de les altes temperatures per una escorça gruixuda i aïllant o per la terra (subterrànies o a la base de la soca), bé llavors poc combustibles.
A vegades posseeixen fruits que esclaten amb la calor del foc, escampant amb força les llavors, de forma que el foc facilita la dispersió de les granes i la colonització de nou terreny.
Algunes espècies tenen llavors amb closca dura i resistent, que no facilita la germinació en condicions normals, però que s'altera sota l'efecte de les altes temperatures. Així, el mateix incendi que elimina la competència indueix simultàniament la germinació de les llavors que hi havia, latents, a terra.
Un gran nombre de piròfits alliberen substàncies aromàtiques, molt inflamables, amb la qual cosa afavoreixen la difusió del foc del qual es beneficien.
Els piròfits són típics de la vegetació dels climes de tipus mediterrani i són part del mecanisme de rejoveniment dels boscos d'aquest àmbit mitjançant el cicle: bosc de  planifolis vell - foc - brolla - pineda - bosc de planifolis jove.

## Exemples de plantes amb estratègies pirofítiques
- rebrotadors amb gemmes a la soca: arboç, llentiscle, garric
- escorça gruixuda: surera, pi pinyer
- dispersió de llavors: pi blanc, estepa
- llavors que germinen gràcies al foc:  pins, estepa
- substàncies inflamables: labiades (romaní, espígol), esteps, llentiscles, pins